# 坂本村 (滋賀県)
坂本村（さかもとむら）は、滋賀郡滋賀郡にあった村。1951年（昭和26年）に同県大津市に編入され廃止された。おおむね現在における大津市北部の坂本・穴太地域に該当する。

## 歴史
- 1889年（明治22年）4月1日 - 町村制施行により滋賀郡坂本村・穴太村（自然村）の2村が合併し自治体としての坂本村が発足。坂本・穴太はそれぞれ坂本村の大字となる。
- 1951年（昭和26年）4月1日 - 坂本村が滋賀郡下阪本村・雄琴村および栗太郡大石村・下田上村とともに大津市に編入。同日坂本村は廃止[1]。坂本村大字坂本・穴太はそれぞれ大津市坂本本町・坂本穴太町となった[2]。

## 現在の町名
2013年7月時点のもの。すべて大津市内。
- 坂本本町：旧坂本村大字坂本のうち大津市編入より町名変更されていない区域。
- 坂本一 - 八丁目：旧坂本本町より分立。
- 日吉台一 - 四丁目：新興住宅地。旧坂本本町および旧雄琴千野町（旧雄琴村区域）より分立。
- 坂本穴太町：旧坂本村大字穴太のうち大津市編入より町名変更されていない区域。人口の集中する地域が別町名として分離したため山間部のみが坂本穴太町として残っている。人口集計が行われておらず、町名としては実質的に廃止されている。地図帳・地図サイト等では坂本本町の一部として表記されている。郵便番号の設定もない。
- 穴太一 - 三丁目：旧坂本穴太町より分立。京阪穴太駅付近の地域。
- 弥生町：旧坂本穴太町より分立。
- 唐崎三丁目：旧坂本穴太町の一部を含む。
- 下阪本二丁目：旧坂本穴太町の一部を含む。
- 木の岡町：旧坂本本町の一部を含む。